# جمعیت کمک به جذامیان

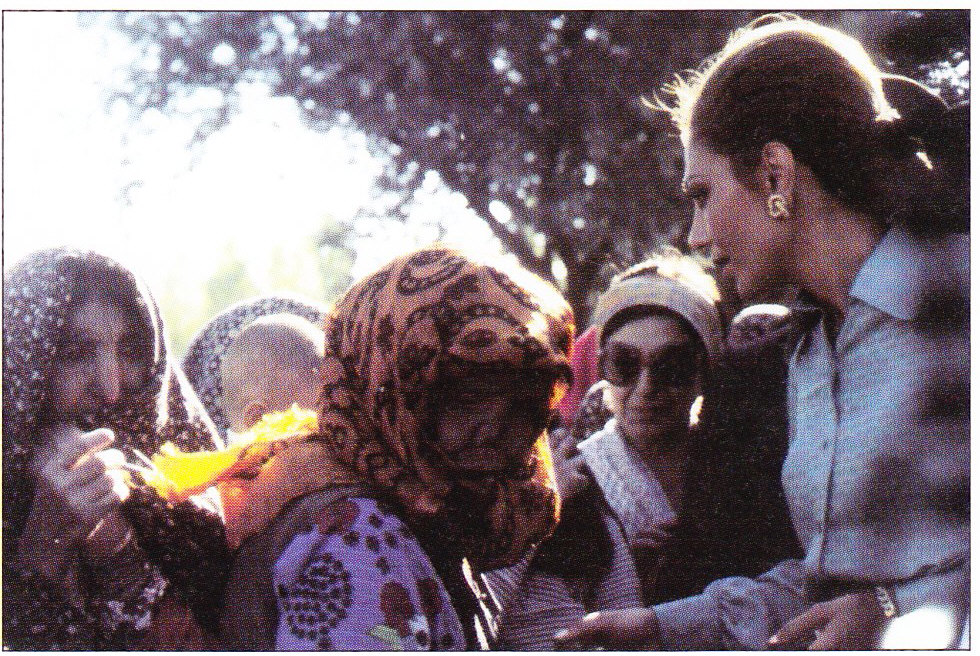
فرح پهلوی از جذام خانه بابا باغی بازدید می‌کند

ریاست عالیه جمعیت کمک به جذامیان را فرح پهلوی، در چهار چوب مسئولیت‌های وی به عنوان ملکه ایران قبول کرد. جمعیت کمک به جذامیان فعالیت‌های گوناگونی در زمینه پزشکی و درمان و رفاه جذامیان بر عهده داشت و جمعیت کمک به جذامیان سال‌ها توسط عبدالحسین راجی که در سال ۱۲۸۱ زاده شد و در تاریخ ۱۳۵۱ در گذشت اداره می‌شد.
جلال شیرازی مؤسس درمانگاه جذام ایران باعث شد تا جامعه جذامی از میان برود 

## پیشینه
مدت کوتاهی پس از ازدواج فرح با محمد رضا شاه پهلوی، عبدالحسین راجی، وزیر سابق بهداری از فرح پهلوی در خواست که ریاست جمعیت کمک به جذامیان را به پذیرد. فرح پهلوی به بازدید مرکز جذامیان تبریز یا جذام خانه بابا باغی رفت. شرایط جذامیان در آن زمان در ایران نامناسب بود. شمار کمی مرکز درمان جذام در ایران وجود داشت که توسط کشیش‌های مسیحی و راهبه‌ها اداره می‌شد. از سر تا سر ایران بیماران جذامی به حرم امام رضا می‌رفتند و برای سلامتشان دعا می‌کردند و طلب شفا می‌نمودند. از آن جا که زائران زیادی برای زیارت حرم امام رضا به مشهد می‌آمدند این بیماران از راه گدایی زندگی می‌گذراندند و در سطح شهر پخش بودند. مقامات اداره شهر سه کیلومتر دور از مشهد مرکز جذامیان به نام آسایشگاه محرابخانه ایجاد کردند. در این آسایشگاه بیش از ۹۰۰ بیمار جذامی زندگی می‌کرد و بیش از ۱۸۰ کودک سالم از مادران جذامی بدون امکانات تحصیلی زندگی می‌کردند.
برای بهبود دادن به وضعیت جذامیان در ایران نخست لیستی از همه جذامیان در ایران تهیه شد. سپس پراکندگی و شماره آنان در سطح کشور بررسی شد. سازمان جهانی بهداشت پیشنهاد کرد که بیماران جذامی در محل زندگی و محیط آشنای خود درمان شوند ولی اهالی روستا یا شهرها آن را نپذیرفتند. سپس قرار بر این شد که برای بیماران جذامی شهرک بسازند و آن‌ها را در آن شهرک سکنی دهند و با کمک به آن‌ها به‌تدریج بیماران به توانند از نظر نیازهای زندگی خودکفا بشوند. با این راه حل دولت خواست که به مردم نشان دهد که بیمار جذامی مانند مردم سالم می‌تواند سازنده باشد.

## آسایشگاه محرابخان
در سال ۱۳۴۰ فرح پهلوی از آسایشگاه محرابخان در سه کیلومتری مشهد بازدید کرد. پس از چند سال که فرح پهلوی از آسایشگاه محرابخان دیدن کرد در آسایشگاه ۹۰۰ بیمار جذامی با ۱۸۰ کودک سالمشان زندگی می‌کردند. روزگار جذامیان بهتر شده بود. در ساختمان اصلی جذامخانه همه وسایل مدرن و پیشرفته وجود داشت. در دستشویی هاو شیر آب‌ها با نور باز و بسته می‌شد. وحشت مردم نیز کمتر شده بودو با آکاهی‌رسانی گسترده جمعیت کمک به جذامیان مردم دریافتند که بیماری جذام سرایت نمی‌کند. شمار بیماران جذامی در کشور شناخته شده بود و در برخی بیمارستان‌ها، بیمار جذامی را بستری و درمان می‌کردند. هر چند یک بار چند جراح سویسی به ایران می‌آمدند و جراحی‌های ترمیمی و عمل پیوندهای گوناگون روی چهره و دست‌های جذامی‌ها انجام می‌شد.
فرح پهلوی دستور ساختن خانه در استان خراسان برای جذامی‌های شفایافته را داد. بدین ترتیب شهرکی در ۲۸۰ کیلومتری بجنوردبه نام بهکده راجی ساخته شد.

## بهکده راجی خراسان

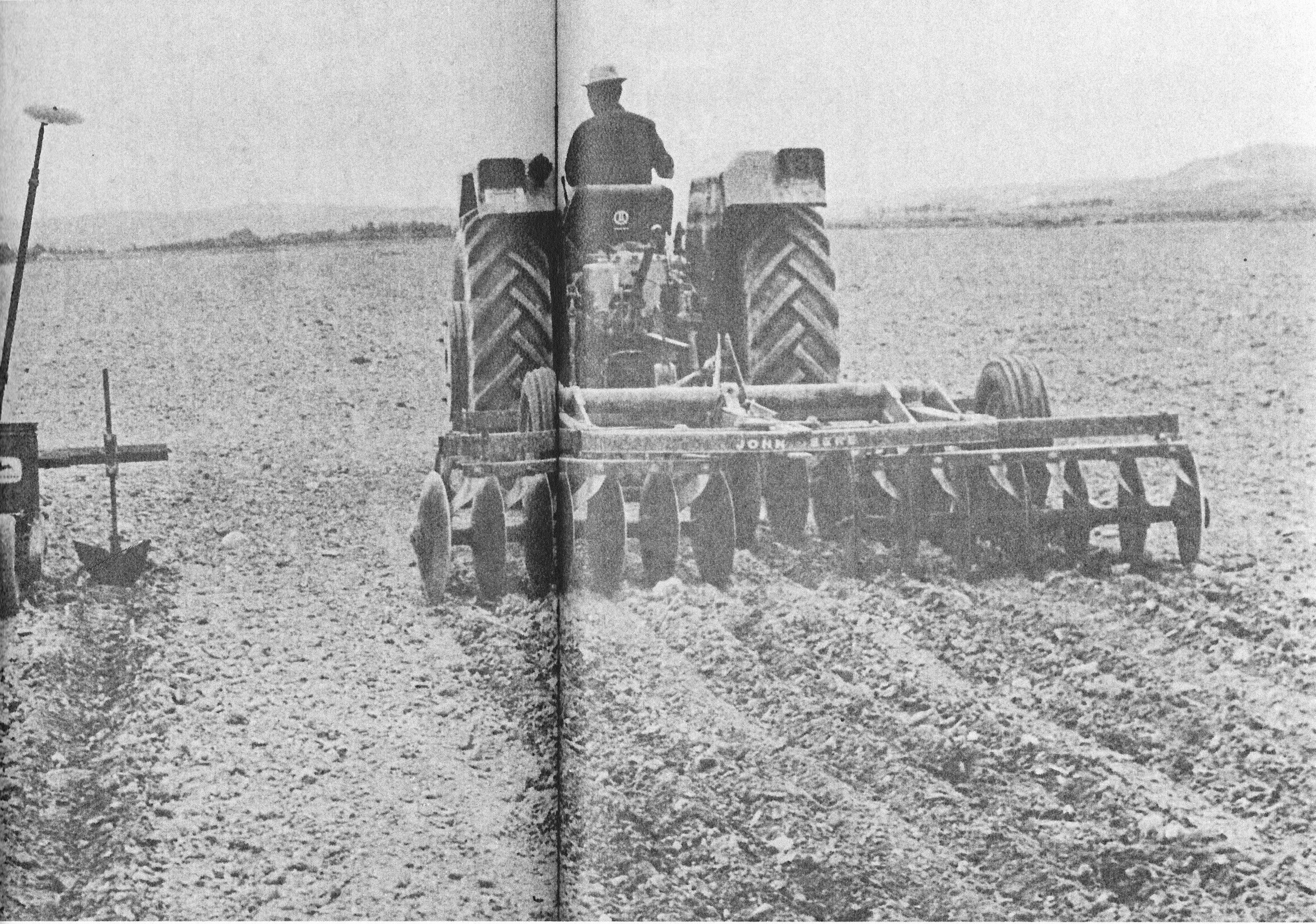
کشاورزی در بهکده راجی

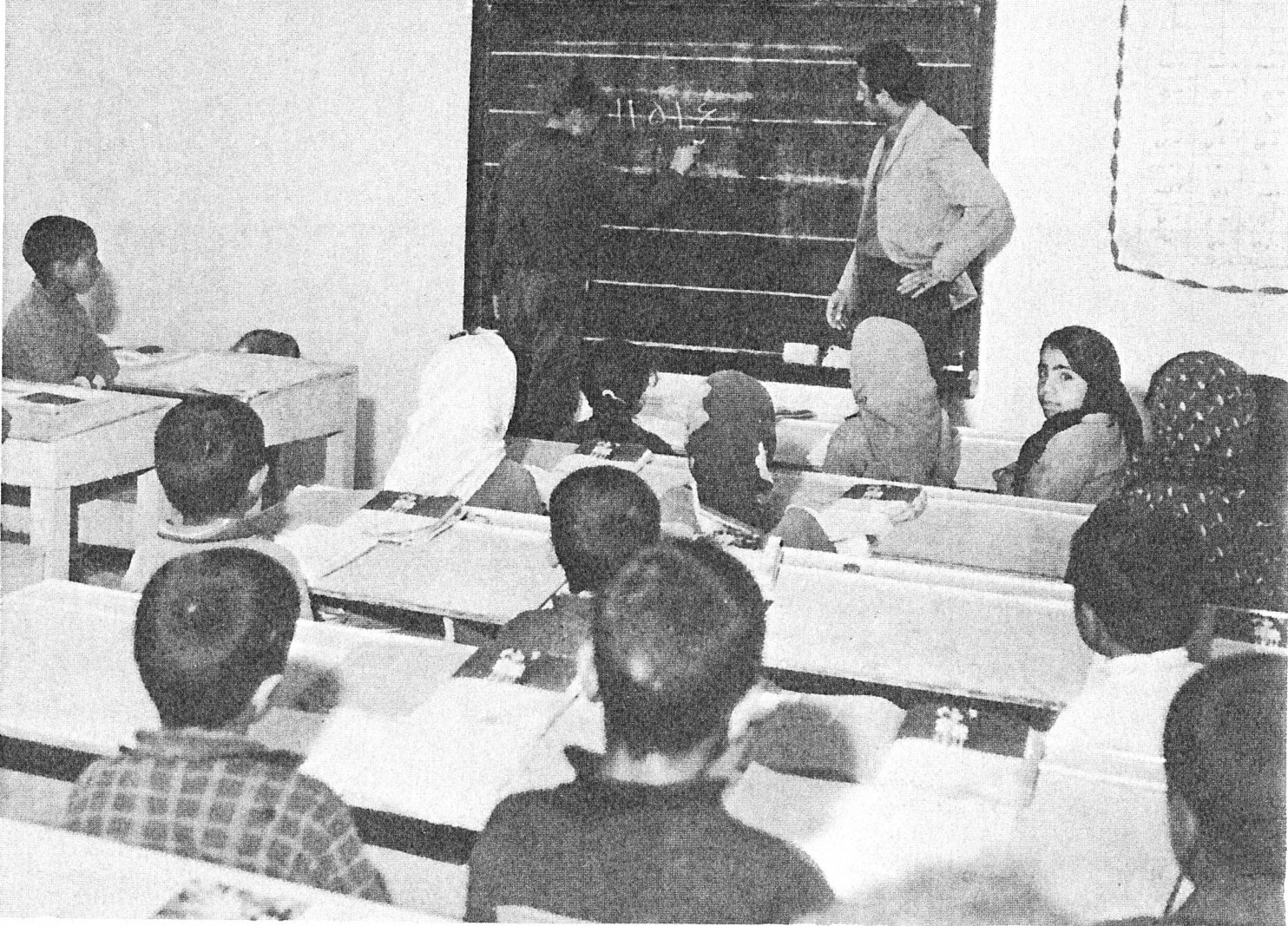
مدرسه در بهکده راجی

محمد رضا شاه پهلوی سی هزار هکتار از زمین‌های موجود در ۱۵۵ کیلومتری شمال غربی بجنورد برای ایجاد مرکزی برای جذامیان بهبود یافته به جمعیت کمک به جذامیان هدیه کرد. این بهکده به پاس خدمات ارزنده عبدالحسین راجی مدیر عامل فعال این جمعیت کمک به جذامیان و یکی از بنیان‌گذاران این بهکده به نام بهکده راجی نام‌گذاری گردید.
بهکده راجی در دشت گرگان، دهکده‌ای سبز و خرم و نوبنیاد بود و برای جذامیان پاک شده و درمان شده ایران ساخته شد. بهکده چون ستاره پنج پری از چند دهکده اقبالب=یه، دمدمه، سوق بالا، سوقه پایین، و بهکده مرکزی به وجود آمده بود. برای ۱۵۰۰ نفر جمعیت بهکده راجی در سال ۱۳۵۶ با هزینه‌ای بیش از ۴۰ میلیون تومان مدرن‌ترین و پیشرفته‌ترین روستای ایران ساخته شده بود. پروفسور کاریون کارشناس سازمان جهانی بهداشت پس از بازدید از بهکده گفته بود که «در یک علفزار بهشت کوچکی ساخته‌اند».
تا به کنون در بهکده راجی کلیه وسایل و احتیاجات زندگی مانند سیصد خانه دو و سه اتاقه، یک بیمارستان بیست و پنج تختخوابی، یک دبستان دخترانه و پسرانه، آموزشگاه حرفه‌ای، ساختمان ژاندارمری، رستوران، مهمان سرا، سالن سینما، پمپ بنرین، کارخانه برق، پارک، و مغازه‌های نانوایی، قصابی، قهوه‌خانه و انبارهای کشاورزی، چراگاه‌ها برای دام، گاراژ، کارگاه‌های جوراب بافی، قالی بافی، درودگری، آهنگری، جوشکاری، و تعمیرگاه خود رو و ماشین‌های مختلف صنعتی، و مکان‌های دیگر عمومی ایجاد گردیده‌است.
هم چنین نسبت به ایجاد قنات‌های آب و حفر چاه‌های ژرف و لوله‌کشی آب آشامیدنی و ایجاد جوی و نهرها برای آبیاری مزرعه‌ها و باغ‌های میوه و ایجاد باغ‌های نوین میوه، درخت کاری خیابان‌ها و غیره اقدام شده‌است.
گرمابه بهکده با چهل دوش بهداشتی در اختیار ساکنین قرار دارد. خانه و آب و برق و خدمات پزشکی و درمانی به رایگان در اختیار ساکنین بهکده قرار دارد. ساکنین بهکده همه کار می‌کنند به ویژه زنان که روزها کودکانشان را به مهد کودک می‌سپارند و به کارگاه‌های جوراب بافی و قالی بافی می‌روند..
کوشش جمعیت حمایت از جذامیان بر این پایه‌است که بیماران بهبود یافته را هرچه زودتر با آخرین پیشرفت‌های کشاورزی و صنعتی آشنا نموده و سپس با دادن کمک‌های نخستین به تدریج همه امور کشاورزی و دامداری و دیگر فعالیت‌های اجتماعی را به خود ساکنین بهکده راجی بدهند. هر بیمار بهبود یافته حقوقی دریافت می‌کند و در آغاز ورودش به بهکده سه راس گوسفند به وی داده می‌شود.
هزینه کل ساختمان و همه وسایل جراحی بیمارستان بهکده راجی از جانب جمعیت کمک به جذامیان کشور آلمان پرداخت گردید.
در زمینه کشاورزی و دامداری بهکده پیشرفت‌های زیادی کرده‌است. هم چنین سیب زمینی و پنبه در بهکده کشت می‌شود و مازاد بر مصرف ساکنان بهکده از محصولات کشاورزی به سایر منطقه‌ها برای فروش می‌فرستد. سیستم کشاورزی بهکده مکانیزه‌است و از آبیاری قطره‌ای استفاده می‌شود.

## آسایشگاه بابا باغی
فرح پهلوی در ۲۵ فروردین ۱۳۴۴ برای گشایش کنگره جمعیت خیریه فرح پهلوی وارد تبریز شد. این سفر به ویژه برای دیدار از شرایط بد بیماران جذامخانه بابا باغی به این روستا بود. بابا باغی تا آن روز تنها جای نگاهداری جذامی‌هایی بود که از شهرهای گوناگون استان آذربایجان بدانجا آورده می‌شدند. با توجه به برداشت مردم از جذام، بیماران از جامعه طرد شده بودند و جز چند کشیش مسیحی و چند راهبه کسی در آنجا نمی‌خواست کار کند. دوباره بنیان این آسایشگاه را بیماران در کشور ایران وامدار راجی و همچنین عذرا ضیایی از زنان بشر دوست جامعه ایران هستند.  
در سال ۱۳۵۶ که فرح پهلوی دوباره از جذامخانه دیدن کرد در آسایشگاه بابا باغی وزیر بهداری و بهزیستی و کارکنان جمعیت کمک به جذامیان و ۴۰۷ نفر از بیماران جذامی زیر درمان به استقبال وی آمدند. رئیس آسایشگاه بابا باغی گفت که شماری پزشک و متخصص جذام، جراح پلاستیک، جراح عمومی و بیماری‌های چشم، فیزیو تراپیست، و پرستار، و تکنسین در خدمت بیش از ۴۰۰ بیمار جذامی این مرکز هستند که با ۱۱۵ کودک تندرست خود در آسایشگاه زندگی می‌کنند. با گسترش درمان در سال ۱۳۵۵، ۱۷۶ عمل جراحی ترمیمی، ۲۱۴ عمل جراحی عمومی، ۳۷ عمل چشم و درمان با فیزیوتراپی انجام گرفته‌است؛ و با گسترش مجتمع آموزشی، دبستان، کودکستان، و باشگاه‌های ورزشی کودکان در زمینه پرورش جسم و جان آن‌ها گام‌های بلندی برداشته‌است. تا سال ۱۳۵۶ بیش از ۱۳۱ تن از بیماران به کارهای گوناگون پرداختند.

## مرکز مبارزه با جذام خرم‌آباد
در شمال غربی لرستان که امروزه شهرستان دلفان نامیده می‌شود تعداد زیادی از مردم گرفتار بلای جذام بودند. مرکز آن موقع بخش دلفان شهر کوچک و محصوری بود با نام نورآباد، که حتی پاسگاه ژاندارمری آن هم خارج از شهر بود و راه آسفالته امروز آن به خرم‌آباد (مرکز استان)، کرمانشاه و نهاوند وجود نداشت و تنها از طریق راه‌های صعب العبور قابل دسترسی بود. به علت تحت پوشش قرار دادن بیماران جذامی دلفان و سایر مناطق لرستان و غرب ایران مرکز مبارزه با جذام خرم‌آباد، در زمینی به مساحت سه هکتار که هدیه وزارت کشاورزی بود در مدت ۱۵ ساخته شد. روزی که فرح پهلوی در خرم‌آباد به بیمارستان ۱۴۰ تختخوابی شیر و خورشید سرخ ایران رفت، از آنجا به مرکز مبارزه با جذام خرم‌آباد راهی شد هر که را دید جذام بر چهره و پیکرش نقش گذاشته بود. پس از آن مرکز مبارزه با جذام خرم‌آباد یکی از واحدهای جمعیت کمک به جذامیان قرار گرفت و مستقیم زیر سرپرستی فرح پهلوی درآمد. ۲۷ نفر در کار پژوهش و درمان بودند و یک پزشک فرانسوی به نام دکتر فرانسوا فیوال سرپرستی پژوهش‌ها را به عهده داشت. در لرستان ۵ نفر بهداشت یار همیشگی در پی یافتن بیماران در منطقه بودند و همه بیماران شناخته شده و زیر پوشش درمانی قرار گرفته بودند. نام رئیس این مرکز آقای جعفر عتیقی بود و پرسنل اصلی آن آقایان فردوسی، محمد دلیری، غلامرضا خاکباز، فریدون علی حسینی، سیدمحمد حکمت، نورمحمد دالوند، محمدکاظم عباسی، رحیم بیرانوند و خانم‌ها سیده فاطمه موسوی، منیر گودرزی، مهری رضایی بودند که دوران جوانی خود را صرف درمان و پوشش این بیماران نمودند. بیماران از کار افتاده زیر پوشش بیمه‌های اجتماعی رفته بودند و به آن‌ها حقوق پرداخت می‌شد. گروه بیمار یاب در شهریور ۱۳۵۶ در آخرین بازدید فرح پهلوی به درمان ۳۶۵۰ بیمار پرداخته و در درازای دو ماه کار مرکز پژوهش جذام به ۱۰۷۰۰ بیمار رسیدگی کرده بود. این مرکز امروزه به مرکز کشف گیاهان دارویی زیر نظر دانشگاه علوم پزشکی لرستان تبدیل شده‌است؛ ولی هنوز ساختمان آن یادگار تلاش‌های کادر فداکار آن وتلاشهایشان است. ضمناً هنوز در خرم‌آباد خیابان منتهی به این مرکز خیابان جذام خوانده می‌شود.

## خدمات اجتماعی
کمیسیون کمک‌رسانی به بیماران و خانواده‌های بیماران به جذام بطور مرتب تشکیل جلسه می‌دهد تا سرویس‌های اجتماعی، هدیه‌ها و کمک‌های جنسی و نقدی از جانب مردم خیر و دیگر سازمان‌های خیریه را بدان‌ها برساند.

## خدمات درمانی در آسایشگاه‌ها
در سال ۱۳۵۲ جمعیت حمایت از جذامیان قراردادی برای استخدام پزشکان خارجی در امور درمانی بیماران با سازمان فرانسوی گسترش جهانی روستایی امضا کرد که بر اساس این قرار داد یک پزشک جذام‌شناس، یک جراح ترمیمی جذام، یک چشم پزشک، یک متخصص آزمایشکاهی، یک پرستار، و یک فیزیوتراپ آغاز به کار کردند. هم چنین بخش‌های جراحی و جراحی ترمیمی، فیزیوتراپی، بیولوژی و بافت‌شناسی در و آغاز به فعالیت نموده‌است.
در چهار چوب انقلاب شاه و مردم و اصل سیزدهم آن فروش سهام به کارگران واحدهای بزرگ صنعتی یا قانون گسترش مالکیت واحدهای تولیدی شرکت سهامی کشاورزی و دامداری در بهکده ایجاد شد و بیماران با خرید سهام عضو این شرکت سهامی شدند.
در سال ۱۳۴۱ فروغ فرخزاد شاعر برای ساختن فیلم «این خانه سیاه» است به جذام خانه بابا باغی رفت.